# 2015年1月中国大陆

## 1月1日
- 因上海在元旦前夕發生嚴重傷亡的踩踏事故，上海於元旦日取消所有跨年慶祝活動[1][2]。踩踏事件发生后，中共中央总书记、国家主席、中央军委主席习近平作出「重要」指示，要求上海市全力以赴救治伤员，做好各项善后工作，抓紧调查事件原因，深刻汲取教训。中共中央政治局常委、国务院总理李克强也就伤员救治和加强安全管理作出批示[3]。

## 1月2日
- 哈爾濱北方南勳大市場倉庫發生大火，造成5死14傷[4]，死者全為殉職消防員，受傷消防員大部分骨折。火場在晚上10時左右突然塌方，多名消防人員被埋，大火焚燒20餘小時。當局指庫房存放易燃物品，火場位於老舊小區，街道狹窄，車多人多，走火通道和樓層結構設計不理想，增加灌救困難。同日下午5時許，湖南郴州一個工場修建屋頂期間，屋頂和建築支架倒塌，6人死亡[5]、5人獲救。

## 1月6日
- 中华人民共和国国家主席习近平在北京人民大会堂同哥斯达黎加总统索利斯举行会谈[6]。